# 竹村藤兵衛
竹村 藤兵衛（藤兵衞、たけむら とうべえ、1831年（天保2年2月）- 1901年（明治34年）11月14日）は、幕末から明治期の実業家、公吏、政治家。衆議院議員、京都府下京区長。幼名・宇之松。

## 経歴
山城国京都、のちの京都府京都市で生まれる。立田玄龍、山本永吉に師事し漢学を修めた。
1867年（慶応3年）兵庫港開港を契機に、神戸で金巾類を買付て京都で販売する洋反物商「福藤」を開業して資産を築き、大坂伏見町（現大阪市中央区）にも店を開いた。1874年（明治7年）隠退して養子・弥兵衛に家督を譲り別家を設けた。
1869年（明治2年）通商司為替会社貸付方並貿易商肝煎に就任し神戸で勤務。1870年（明治3年）京都第二商会用掛に転じた。以後、下京副区長、博覧会監護副長、惣区長助勤、博覧会監護長などを歴任。1879年（明治12年）下京区長に就任し1889年（明治22年）非職となるが、同年、再度下京区長となった。その他、徴兵参事員、勧業諮問委員、地方衛生会委員、所得税調査委員なども務めた。
1892年（明治25年）2月、第2回衆議院議員総選挙（京都府第2区、無所属）で初当選し、第5回総選挙まで再選され、衆議院議員に連続4期在任した。
その他実業界では、中京銀行頭取、明教保険取締役、日本貿易銀行取締役、日本貿易倉庫監査役、日本生糸貿易監査役、京都銀行監査役などを務めた。
1901年11月、病のため京都で死去した。

## 国政選挙歴
- 第2回衆議院議員総選挙（京都府第2区、1892年2月、無所属）当選[5]
- 第3回衆議院議員総選挙（京都府第2区、1894年3月、無所属）当選[5]
- 第4回衆議院議員総選挙（京都府第2区、1894年9月、大手倶楽部）当選[6]
- 第5回衆議院議員総選挙（京都府第2区、1898年3月、山下倶楽部）当選[6]